# Bagdati
Bagdati (in georgiano ბაღდათი?), in italiano nota anche come Bagdadi o Baghdati, è una città della Georgia che si trova in Imerezia ed è capoluogo dell'omonima municipalità. Sorge su un affluente del fiume Rioni e nel 2014 contava una popolazione di circa 3 707 abitanti. Ha ottenuto lo status di città nel 2008 e dal 1940 fino al 1990 si chiamava Majakovskij (in georgiano მაიაკოვსკი?; in russo Маяковский?) in onore del poeta Vladimir Vladimirovič Majakovskij che qui vi nacque nel 1893.
Baghdati è uno dei villaggi più antichi della regione storica dell'Imerezia. Il nome della città condivide le stesse origini del nome della capitale irachena Baghdad: بَغ Bagh "dio" e داد dād "diede", che può essere tradotto come "dato da Dio" o "dono di Dio" in antico persiano. Quando la Georgia faceva parte dell'Impero russo e durante la Repubblica Socialista Sovietica Georgiana, il suo nome fu cambiato in Baghdadi (in russo Багдади?).
Degna di nota la Cattedrale della Dormizione.